# جایزه شعر احمد شاملو
جایزه شعر احمد شاملو رقابت ادبی سالانه است که به کتاب‌های شعر مدرن منتشر شده به زبان فارسی در ایران اختصاص دارد. این جایزه یکی از رقابت‌های ادبی بخش خصوصی و مستقل ایران است. مؤسسه فرهنگی پژوهشی الف. بامداد به مدیریت آیدا سرکیسیان مسئولیت برگزاری آن را عهده‌دار است. رقابت ادبی جایزه شعر احمد شاملو سال ۱۳۹۴ بنیان گذاشته شده و کتاب شعر برگزیده سال را انتخاب و معرفی می‌کند. جوایز این رقابت ادبی شامل تندیس، لوح تقدیر و جایزهٔ نقدی است، هر سال طی مراسمی در سالروز تولد احمد شاملو، ۲۱ آذر، به برنده اهدا می‌شود. شمس لنگرودی، علی باباچاهی، حسن همایون، علیرضا آبیز و فرشاد سنبل‌دل برگزیدگان اول دوره نخست تا ششم این رقابت ادبی بودند. تاکنون دبیری این رقابت را حافظ موسوی و سولماز سپهری عهده‌دار بودند.

## سازوکار رقابت
شعر در آرمان احمد شاملو نه شعری‌ست فرهیخته، نه تجرید صرف و در زمرهٔ رویکرد هنر برای هنر و نه شعری‌ست عامه‌پسند و بازاری؛ شعر آرمانی در نظر شاملو، شعری‌ست که به شهادت تاریخ برمی‌خیزد، شعر اجتماعی که آرمان هنر را تعالی‌تبار انسان و اثرگذاری بر جامعه می‌داند.

جایزه شعر احمد شاملو زیر نظر هیئت امناء مؤسسه فرهنگی و پژوهشی الف. بامداد فعالیت می‌کند و دارای دبیرخانه مستقل از مؤسسه یاد شده‌است. هر سال دبیرخانه داوران هر مرحله را به هیئت امنای مؤسسه فرهنگی و پژوهشی الف. بامداد معرفی و با تأیید آن‌ها فعالیتش را آغاز می‌کند. در این رقابت ادبی آثار را در دو مرحله می‌شوند. مرحله نخست داوری را سه نفر به عهده دارند و عمدتاً آثار را بر اساس معیارهای استخراج‌شده از نظرات مکتوب احمد شاملو دربارهٔ شعر نو بررسی می‌کنند و به جنبه‌های گوناگون هر اثر جداگانه امتیاز می‌دهند. در این مرحله بنا بر اجماع نظر و همفکری اعضاء هیئت داوران با لحاظ کردن میزان امتیاز کسب شده کتاب‌ها، ۱۰ تا ۱۵ کتاب شعر به مرحلهٔ دوم صعود می‌کند. داوران مرحلهٔ اول از میان شاعران، منتقدان ادبی یا مترجمان حوزهٔ شعر انتخاب می‌شوند. اما داورهای مرحلهٔ دوم علاوه بر شاعران و منتقدان از میان روشنفکران حوزه‌های مرتبط به ادبیات و از هنر و علوم انسانی انتخاب می‌شوند تا از طریق این افراد، به مانند واسطهٔ اجتماع و هنر، «فرهنگ هنری جامعه» نیز در انتخاب مجموعه شعر برگزیدهٔ جایزهٔ احمد شاملو سهیم باشد.
در وبگاه جایزه شعر احمد شاملو، آمده‌است: «هدف شعر، تغییر بنیادین جهان است.» بر این اساس عیار و محک اصلی داوری، هویت شعری آثار عنوان شده‌است و در توضیح این هدف در کتاب دربارهٔ هنر و ادبیات: گفت‌وشنود ناصر حریری با احمد شاملو آمده‌است که «اثر هنری پیش از آن که بار تعهد یا التزامی را به دوش بکشد، باید هویت هنری خود را ثابت کند.»
شرایط شرکت در رقابت
- فقط آثار در زمینه شعر آزاد و مدرن داوری می‌شود.
- کتاب‌های شعر دربرگیرنده سروده‌های چند شاعر در یک مجموعه شعر داوری نمی‌شود.
- ملاک برای سال نشر، تاریخ چاپ اول قید شده در صفحه شناسنامه کتاب است.

## دوره‌ها

### دورهٔ اول
اولین بار فراخوان جایزه شعر احمد شاملو در سال ۱۳۹۴ انتشار یافت و دبیر نخستین دوره رقابت ادبی جایزه شعر احمد شاملو حافظ موسوی بود. بر اساس گزارش دبیر رقابت در نخستین دوره ۱۵۹ کتاب شعر منتشر شده در سال ۱۳۹۳ به دبیرخانه رقابت رسید و مورد داوری قرار گرفت و ۲۲ اثر به عنوان نامزد اولیه معرفی شدند.
داوران و اهداء جایزه
احمد پوری، خلیل درمنکی، فرشته ساری، انوشه سالیانی، پروین سلاجقه، محمد ضیمران، حسن عالی زاده و شهاب مقربین داوری مرحله اول و دوم نخستین دوره جایزه شعر احمد شاملو را عهده‌دار بودند و بر اساس گزارش وبگاه این رقابت مراسم پایانی رقابت به‌طور خصوصی و محدود روز روز ۱۸ دی ماه ۱۳۹۴ در محل خانه و موزه احمد شاملو برگزار شد. در مراسم پایانی رقابت محمود دولت‌آبادی و جواد مجابی هدایا برگزیدگان را به آن‌ها اهداء کردند و محمود دولت‌آبادی در بزرگداشت احمد شاملو سخن گفت و همچنین علی‌اشرف درویشیان مهمان ویژه جشن بود.
| آثار برگزیده دور اول جایزه شعر احمد شاملو | آثار برگزیده دور اول جایزه شعر احمد شاملو | آثار برگزیده دور اول جایزه شعر احمد شاملو | آثار برگزیده دور اول جایزه شعر احمد شاملو | آثار برگزیده دور اول جایزه شعر احمد شاملو | آثار برگزیده دور اول جایزه شعر احمد شاملو |
| سال                                       | مقام                                      | نام کتاب                                  | نویسنده                                   | ناشر                                      |                                           |
| ----------------------------------------- | ----------------------------------------- | ----------------------------------------- | ----------------------------------------- | ----------------------------------------- | ----------------------------------------- |
| ۱۳۹۴                                      |                                           |                                           |                                           |                                           |                                           |
| برگزیدهٔ اول                               | منظومه بازگشت و اشعار دیگر                | محمد شمس لنگرودی                          | نشر چشمه                                  |                                           |                                           |
| برگزیدهٔ اول                               | این کشتی پراسرار                          | علی باباچاهی                              | نشر نگاه                                  |                                           |                                           |
| برگزیدهٔ دوم                               | اندوه تحمیلی                              | فرزاد آبادی                               | نشر بوتیمار                               |                                           |                                           |
| برگزیدهٔ دوم                               | مدارک جعلی                                | سعدی گُلبیانی                              | نشر چشمه                                  |                                           |                                           |
|                                           | شایسته تقدیر                              | و عشق پاشنه آشیلم بود                     | الهام حیدری                               | نشر بوتیمار                               |                                           |

| عنوان کتاب                                | شاعر             | ناشر      |
| اتفاقی روشنم                              | ملوک ایران‌منش    | نون       |
| اندوه تحمیلی                              | فرزاد آبادی      | بوتیمار   |
| این کشتی پراسرار                          | علی باباچاهی     | نگاه      |
| بگذار بی گذرنامه زندگی کنم                | معصومه داودآبادی | بوتیمار   |
| به مته فکر می‌کنم                          | مریم فتحی        | نگاه      |
| پذیرفتن                                   | گروس عبدالملکیان | چشمه      |
| تایتانیک در خلیج فارس                     | یزدان سلحشور     | نصیرا     |
| جن‌ام جماعت بسم ا…                         | رضا حیرانی       | بوتیمار   |
| خدای مهربان باقی‌ست                        | آرش الله‌وردی     | نصیرا     |
| خواب در ذوزنقه                            | ایوب صادقیانی    | چشمه      |
| درخش شبانه سیب سیاه                       | م. موید          | داستان‌سرا |
| روبه‌رو در سه پرده                         | محمدحسن مُرتجا    | داستان‌سرا |
| سرودی برای گوزن‌ها                         | شهریار بهروز     | بوتیمار   |
| گرگم به هوای خودم                         | آرزو رضایی مجاز  | بوتیمار   |
| گنجشک‌های ایل اشی مشی                      | سیدمحمدرضا طبسی  | سوره مهر  |
| ماه پنهان در ماهی‌تابه بن لادن             | نیلوفر اعتمادی   | نصیرا     |
| مدارک جعلی                                | سعدی گُلبیانی     | چشمه      |
| مرثیه برای یک موش تنها یا روزگارهای اضافه | پژمان قانون      | بوتیمار   |
| منظومه بازگشت و اشعار دیگر                | شمس لنگرودی      | چشمه      |
| نیمرخ آهو                                 | هرمز علی پور     | مروارید   |
| و عشق پاشنه آشیلم بود                     | الهام حیدری      | بوتیمار   |
| هیپنوز در مطب دکتر کالیگاری               | آزیتا قهرمان     | بوتیمار   |

### دورهٔ دوم
مسئولیت دبیری دومین دوره رقابت هم بر عهده حافظ موسوی بود به گفته او فراخوان دومین دوره جایزه شعر احمد شاملو خرداد ماه سال ۱۳۹۵ منتشر شد. در این دوره از رقابت ۱۷۰ کتاب شعر منتشر شده در سال ۱۳۹۴ داوری شد و در نهایت ۱۶ کتاب شعر به عنوان نامزد این دوره از رقابت معرفی شدند.
داوران و اهداء جایزه
داوری در دو مرحله انجام گرفت، علیرضا بهنام، علیرضا عباسی و حافظ موسوی داوران بخش نخست بودند. در مرحله نهایی داوری آثار به عهده علیرضا بهنام، خسرو پارسا، رؤیا تیموریان، هوشنگ چالنگی، فرزان سجودی، عنایت سمیعی، محمد صنعتی، علیرضا عباسی و لیلی گلستان بود.
در این دوره از رقابت میان معرفی اعلام برگزیدگان و اهداء جوایز آن‌ها فاصله افتاد و بر این اساس ۲۱ آذرماه ۱۳۹۵ سالروز تولد احمد شاملو با حضور آیدا سرکیسیان، حافظ موسوی و لیلی گلستان در مؤسسه بهاران، برگزیده‌های این دوره معرفی شدند.
در مراسم بزرگداشت احمد شاملو مورخ ۵ دی ماه سال ۱۳۹۵ محمود دولت‌آبادی، ایران درودی، جواد مجابی، لوریس چکناواریان، علی رفیعی و فرزان سجودی در دانشگاه هنر تهران سخن گفتند، بر اساس توافق اعلام شده قرار بود اهداء تندیس و هدایا برگزیدگان هم در این مراسم باشد، اما مسئولان دانشکده دانشگاه هنر تهران اجازه اهداء جوایز برگزیده‌ها را ندادند و به معرفی شاعران برگزیده و شایسته تقدیر دومین دوره جایزه احمد شاملو در پایان مراسم اکتفا شد.
| ۱۳۹۵         |                                  |                |             |
| برگزیده      | لشکر شکست خورده کلمات            | آیدا عمیدی     | نشر مروارید |
| مقام دوم     | مسافرت از اتاق تا بیرون و بالعکس | شهریار وقفی‌پور | نشر افراز   |
| مقام دوم     | زمین کره ای سیاسی است            | سمیه حسینی     | نشر بوتیمار |
| شایسته تقدیر | اسب را در نیمه دیگرت برمان       | عطیه عطارزاده  | نشر چشمه    |
| شایسته تقدیر | هیچ‌کس مراقب سایه‌ها نیست          | الینا نریمان   | نشر نیماژ   |

| عنوان کتاب                       | شاعر                | ناشر      |
| اسب را در نیمه دیگرت برمان       | عطیه عطارزاده       | چشمه      |
| به دام انداختن نور در دو پرده    | میلاد کامیابیان     | بوتیمار   |
| چنین نیست                        | میثم خالدیان        | ناشر مؤلف |
| دره ماروس                        | اسماعیل بختیاری     | چشمه      |
| دوچرخهٔ آبی                       | حسن عالی زاده       | رشدیه     |
| ذبح اسحاق روی موتور سی جی ۱۲۵    | جواد قاسمی          | نصیرا     |
| زمین کره ای سیاسی بود            | سمیه حسینی          | بوتیمار   |
| شعر ماهی صید ناشدنی              | علی قنبری           | بوتیمار   |
| شهر                              | علیرضا نوری         | نصیرا     |
| شولگی نامه و مومو                | عباس حبیبی بدرآبادی | بوتیمار   |
| لشکر شکست خورده کلمات            | آیدا عمیدی          | مروارید   |
| ماهی دور از دریا                 | جبار احمدی          | سپند مینو |
| مسافرت از اتاق تا بیرون و بالعکس | شهریار وقفی‌پور      | افراز     |
| نافرمانی بدنی                    | علیرضا آدینه        | نیماژ     |

### دورهٔ سوم

تصویر، پوستر سومین دوره جایزه شعر احمد شاملوست که تیرماه سال ۱۳۹۶ منتشر شده‌است.

در سومین دوره جایزه شعر احمد شاملو حافظ موسوی از دبیری این رقابت کناره‌گیری کرد و فعالیت‌های اجرایی جایزه شعر شاملو زیر نظر دبیرخانه به دبیری سولماز سپهری پیگیری شد و فراخوان سومین دوره جایزه شعر احمد شاملو سال ۱۳۹۶ منتشر و در کتاب‌های شعر آزاد و مدرن چاپ شده در سال ۱۳۹۵ حایز شرایط شرکت در این رقابت بودند.
در سومین دوره رقابت ادبی شعر شاملو برخلاف دوره‌های پیشین فقط کتاب آشویتس خصوصی من به عنوان برگزیده معرفی شد و هیچ اثر دیگری حائز رتبه عنوان مقام‌های دوم و سوم یا تقدیری شناخته نشد.
داوران و اهداء جایزه
بر اساس گزارش‌ها علیرضا عباسی، رضا چایچی و فؤاد نظیری داوران مرحله نخست سومین دوره جایزه شعر احمد شاملو بودند و همچنین مراد فرهادپور، احمد پوری، ضیا موحد، هوشنگ چالنگی، محمدرضا اصلانی داوران مرحله نهایی بودند. نشست خبری معرفی برگزیدگان مرحله اول مورخ ۱۵ آذر با حضور علیرضا عباسی و رضا چایچی از اعضاء هیئت داوران در مؤسسه بهاران برگزار شد، دو داور مرحله نخست با معرفی نامزدها این دوره از رقابت دربارهٔ ملاک‌ها و معیارهای داوری کتاب‌های شعر نیز توضیح دادند.
مراسم پایانی سومین دوره جایزه شعر احمد شاملو برخلاف دوره‌ها پیشین به صورت عمومی برگزار شد و جایزه شعر احمد شاملو فرصت یافت در شامگاه سالروز تولد احمد شاملو ۲۱ آذر، نود و دومین سالگرد تولد این شاعر را در بنیاد موقوفات افشار جشن بگیرد و برگزیده دوره سوم را معرفی کند. همچنین مراد فرهادپور و محمدرضا اصلانی دو تن از اعضای هیئت داوران دربارهٔ شعر و جایزه شعر احمد شاملو سخنرانی کردند در حالی که اجرا برنامه را رؤیا تیموریان بر عهده داشت. ستاره اسکندری نیز در این مراسم شعر در آستانه احمد شاملو را دکلمه کرد. در بخش دیگری از این مراسم با پخش نماهنگ و شعرهایی، از شماری شاعران مدرن ایرانی یاد شد. در این مراسم چهرهای متعدد ادبی و هنری حضور داشتند. آیدا سرکیسیان جایزه حسن همایون شاعر برگزیده را به او اهدا کرد.
| ۱۳۹۶         |                 |            |          |
| برگزیده      | آشویتس خصوصی من | حسن همایون | نشر چشمه |
| شایسته تقدیر | ----            | ----       | ----     |

| عنوان کتاب              | شاعر               | ناشر           |
| آشویتس خصوصی من         | حسن همایون         | چشمه           |
| باران شغال              | مهدی مقیم‌نژاد      | حرفه هنرمند    |
| تاریخ تبری              | مرتضی بخشایش       | بوتیمار        |
| چند صورت از مستی        | سمیرا یحیایی       | حکمت کلمه      |
| در هیئت راهبه‌ها         | محمد درودگری       | کتاب فانوس     |
| ریل‌ها پیش از ما رفتند   | علی یاری           | بوتیمار        |
| سر زدن                  | فریاد ناصری        | حکمت کلمه      |
| مات                     | زهرا حیدری         | شانی           |
| من کمی آدم کم آورده‌ام   | شکوه مقیمی         | غنچه           |
| واژه‌ها به دیدن من آمدند | شمس لنگرودی        | نگاه           |
| وطن                     | مهدی اخوان لنگرودی | سرزمین اهورایی |

### دورهٔ چهارم

تصویر پوستر فراخوان چهارمین دوره جایزه شعر احمد شاملو است که در سال ۱۳۹۷ منتشر شده‌است.

دوره چهارم رقابت ادبی شعر احمد شاملو فعالیتش را با انتشار فراخوان در اردیبهشت سال ۱۳۹۷ آغاز کرد. بر اساس گزارش دبیرخانه رقابت، ۲۰۴ عنوان کتاب شعر در چهارمین دوره بررسی ۳۵ عنوان کتاب، فاقد شرایط شرکت در رقابت بودند. در دوره چهارم هم کسی به عنوان دبیر معرفی نشد و فعالیت‌های اجرایی رقابت مانند دوره قبل با مسئولیت دبیرخانه جایزه شعر احمد شاملو انجام شد و کتاب‌های منتشر شده در سال ۱۳۹۶ در ۲ مرحله داوری شدند. بر اساس گزارش دبیرخانه از ۱۶۹ مجموعهٔ شعر واجد شرایط حضور در رقابت ۱۵ کتاب نامزد ورود به مرحله دوم معرفی شدند.
داوران و اهداء جایزه
کاظم کریمیان، محمود معتقدی، شهریار وقفی‌پور داوران مرحله نخست چهارمین دوره جایزه شعر احمد شاملو بودند و محمود نیکبخت، عبدالله کوثری، کاظم سادات اشکوری و محمدرضا پارسایار هم داوران مرحله نهایی این رقابت ادبی بودند.
| ۱۳۹۷         |                        |                |                |
| برگزیده      | خط سیاه متروی لندن     | علیرضا آبیز    | نشر کتاب فانوس |
| شایسته تقدیر | اسفندیاری در چشم چپ    | آنا رضایی      | نشر هشت        |
| شایسته تقدیر | نامه‌هایی از کازابلانکا | شهریار بزرگ‌مهر | نشر آنیما      |
| شایسته تقدیر | بی‌نظمی                 | آرمین یوسفی    | نشر چشمه       |

| عنوان کتاب                | شاعر            | ناشر       |
| اسفندیاری در چشم چپ       | آنا رضایی       | هشت        |
| اسیر غیر جنگی             | شجاع گل‌ملایری   | هشت        |
| بالا رفتن از شب           | غزاله شمعدانی   | حکمت کلمه  |
| برسد به استخوان‌هایت       | روزبه سوهانی    | مروارید    |
| بی‌نظمی                    | آرمین یوسفی     | چشمه       |
| توضیحات شناسنامه          | سهند پاک‌بین     | نصیرا      |
| خشخاش‌ها                   | امان میرزایی    | سوره مهر   |
| خط سیاه متروی لندن        | علیرضا آبیز     | کتاب فانوس |
| خونم را به هواخوری برده‌ام | سمیرا چراغ‌پور   | هشت        |
| دومینو                    | ابوذر پاک‌روان   | فصل پنجم   |
| شعرهای ونک                | حمید یزدان‌پناه  | بوتیمار    |
| کافه کاتارسیس             | آیدا گُلنسایی    | فصل پنجم   |
| نامه‌هایی از کازابلانکا    | شهریار بزرگ‌مهر  | آنیما      |
| نامی نمی‌توان گذاشت        | آریا صدیقی      | چشمه       |
| هوای خانه را عطر می‌زند    | بهاره نوروزی‌سده | هشت        |

### دورهٔ پنجم

تصویر پوستر فراخوان دوره پنجم جایزه شعر احمد شاملو است که اردیبهشت‌ماه سال ۱۳۹۸ منتشر شد

دور پنجم جایزه شعر احمد شاملو اردیبهشت‌ماه ۱۳۹۸ کارش را آغاز کرد. در پنجمین دوره ۱۵۸ کتاب داوری شد.
داوران و اهداء جایزه
علیرضا آدینه، فرزاد کریمی، سعدی گل‌بیانی داوران مرحله نخست دور پنجم جایزه شعر احمد شاملو بودند. دوره پنجم رقابت برگزیده نداشت و صرفاً دو کتاب را به عنوان شایسته تقدیر معرفی کرد و به همین دلیل مراسم پایانی در این دوره تدارک دیده نشد. دبیرخانه جایزه شعر احمد شاملو صرفاً به اعلام نام افراد شایسته تقدیر در رسانه‌ها اکتفا کرد. در اطلاعیه دبیرخانه جایزه قید شده بود «این جایزه شامل تندیس، لوح تقدیر و جایزه نقدی است که در مراسمی در سال‌روز تولد احمد شاملو، ۲۱ آذر، به برنده اهدا می‌شود ولی امسال برگزار نخواهد شد.»
انتقاد
در پنجمین دوره رقابت  انتقادهایی نیز درگرفت از جمله برخی از شاعران جوان عنوان کردند ضرورت دارد این رقابت کتاب‌های شعر نشر شده در فضای غیررسمی هم در جایزه شعر احمد شاملو داوری شود و درخواست کردند به کتاب‌های شعری که به دلیل اعمال سانسور، در بازار رسمی فرصت چاپ و عرضه پیدا نمی‌کنند در بخشی دیگر توجه شود و مورد داوری قرار گیرند. همچنین برخی  منتقدان این رقابت ادبی ادعا کردند در پنجمین دوره جایزه شعر احمد شاملو به آثار اندک شماری از ناشران شعر و ادبیات توجه شده‌است. علیرضا آدینه عضو هیئت داوران و حافظ موسوی دبیر سه دوره از این رقابت، ادعای منتقدان را رد کردند.
آثار
در پنجمین دوره جایزه شعر احمد شاملو اثری به عنوان برگزیده معرفی نشد و فقط دو اثر تقدیر شد. در بیانیه هیئت داوران مرحله نهایی این رقابت آمده بود. «آثار رسیده به مرحله دوم این دوره از نظر اکثریت هیئت داوران پنجمین دوره جایزه شعر احمد شاملو به تمام و کمال واجد شاخص‌ها و معیارهای مد نظر داوران نبوده و از سوی دیگر هیچ‌یک از آثار به حد نصاب امتیازی مدنظر دبیرخانه دست نیافته‌اند.»
| ۱۳۹۸         |                   |              |               |
| برگزیده      | ----              | ----         | ----          |
| شایسته تقدیر | من فقط نگاه می‌کنم | افسانه مرادی | نشر حکمت کلمه |
| شایسته تقدیر | سفرِ سفر           | وحید داور    | نشر حکمت کلمه |

| عنوان کتاب             | شاعر         | ناشر        |
| از رنج اشیا            | نگین فرهودی  | حکمت کلمه   |
| بهار بیداری خرس‌هاست    | حمید میرتَقی  | هزارهٔ ققنوس |
| سِفرِ سَفر                | وحید داور    | حکمت کلمه   |
| و احتمال چاقوی ابراهیم | سیدرضا ملکی  | مانیا هنر   |
| و من فقط نگاه می‌کنم    | افسانه مرادی | حکمت کلمه   |

### دورهٔ ششم

تصویر پوستر فراخوان دوره ششم جایزه شعر احمد شاملو است که اردیبهشت‌ماه سال ۱۳۹۹ منتشر شد

فراخوان ششمین دوره جایزه شعر احمد شاملو بهار سال ۱۳۹۹ منتشر شد. در این دوره نیز سولماز سپهری به عنوان دبیر ششمین دوره جایزه شعر احمد شاملو معرفی شد. در این دوره از رقابت ۱۸۰ اثر به دبیرخانه جایزه شعر احمد شاملو رسید.
داوران و اهداء جایزه
احمد پوری، هوشنگ چالنگی و علی ثباتی داوری مرحله نخست ششمین دوره جایزه شعر احمد شاملو را برعهده داشتند. همچنین سعید سعیدپور، گراناز موسوی، مهران مهاجر و مجیب مهرداد داوران مرحله دوم بودند. در این دوره از رقابت دو بخش دیگر به جایزه شعر احمد شاملو اضافه شد.
بخش غیر رقابتی
در ششمین دوره جایزه شعر احمد شاملو دو بخش تقدیری به آن افزوده شد. این دو بخش جدید که غیررقابتی و بیشتر جنبه تقدیر دارد. از آثار شاعران نوگام ذیل بخشی به نام هوای تازه عنوان برگرفته از یکی مجموعه شعرهای احمد شاملو تقدیر و معرفی می‌شوند و همچنین از آثار شاعران پیش‌کسوت در بخش مدایح بی‌صله تقدیر می‌شود. این بخش هم عنوان کتابی دیگر از الف. بامداد است. بر اساس اعلام دبیرخانه جایزه شعر احمد شاملو شاعران این دو حوزه، هر سال در مرحله نخست انتخاب و معرفی می‌شوند و جوایزی در مراسم پایانی به ایشان تعلّق خواهد گرفت.
| آثار غیر رقابتی دور ششم جایزه شعر احمد شاملو | آثار غیر رقابتی دور ششم جایزه شعر احمد شاملو | آثار غیر رقابتی دور ششم جایزه شعر احمد شاملو | آثار غیر رقابتی دور ششم جایزه شعر احمد شاملو | آثار غیر رقابتی دور ششم جایزه شعر احمد شاملو | آثار غیر رقابتی دور ششم جایزه شعر احمد شاملو |
| بخش                                          | کتاب                                         | نویسنده                                      | ناشر                                         | نتیجه                                        |                                              |
| -------------------------------------------- | -------------------------------------------- | -------------------------------------------- | -------------------------------------------- | -------------------------------------------- | -------------------------------------------- |
| مدایح بی‌صله                                  | از هر از گاه                                 | مظاهر شهامت                                  | نشر سیب سرخ                                  | تقدیر شد                                     |                                              |
| مدایح بی‌صله                                  | جنون دارد این دوچرخه                         | ایرج ضیایی                                   | نشر سیب سرخ                                  | تقدیر شد                                     |                                              |
| هوای تازه                                    | تر از باد                                    | پری‌ناز سعیدی                                 | نشر شانی                                     | تقدیر شد                                     |                                              |
| هوای تازه                                    | ریشه‌های سنگ                                  | کسرا تبریزی                                  | نشر مهر و دل                                 | تقدیر شد                                     |                                              |

بخش رقابتی
نامزدهای ششمین دوه جایزه شعر احمد شاملو معرفی و برگزیدگان این دوره از رقابت ۲۱ آذرماه معرفی شدند.
| ۱۳۹۹         |                  |               |           |
| برگزیده      | شعر بلند شرایط   | فرشاد سنبل‌دل  | نشر افراز |
| شایسته تقدیر | تنها برف می‌تواند | رویا روزبهانی | فصل پنجم  |
| شایسته تقدیر | خواب موریانه‌ها   | یونس گرامی    | سیب سرخ   |
| شایسته تقدیر | خونیکا           | زهرا حیدری    | هشت       |

| عنوان کتاب                 | شاعر                | ناشر         |
| اینجا نیروی جاذبه کمتر است | رزا جمالی           | نشر مهر و دل |
| تعطیلات                    | صادق کریمی          | نشر هشت      |
| تنها برف می‌تواند           | رؤیا روزبهانی       | فصل پنجم     |
| چرخ زدن با دلتنگی          | محمدباقر کلاهی اهری | آرادمان      |
| چرخ کاترین                 | زهرا زمان           | نشر مایا     |
| خالکوبی پروانه بر اژدها    | بهزاد خواجات        | فصل پنجم     |
| خواب موریانه‌ها             | یونس گرامی          | نشر سیب سرخ  |
| خونیکا                     | زهرا حیدری          | نشر هشت      |
| شعر بلند شرایط             | فرشاد سنبل‌دل        | نشر افراز    |
| فتحه                       | متین عابدی          | کتاب فانوس   |
| فریاد مویرگ‌های کف دست      | فرشید فرهمندنیا     | نشر آسنی     |
| کپور در آب‌های سیاه         | سیروس نوذری         | نشر سیب سرخ  |

### دورهٔ هفتم
فراخوان هفتمین دوره جایزه شعر احمد شاملو بهار سال ۱۴۰۰ منتشر شد. دبیر دوره هفتم جایزه شعر احمد شاملو سولماز سپهری بود. مهلت ارسال آثار به این دوره از رقابت یک بار تمدید شد. در نهایت در هفتمین دوره جایزه شعر احمد شاملو ۲۱۵ اثر شرکت کرد که از آن میان ۲۰۰ اثر واجد شرایط شرکت در رقابت تشخیص داده شد.
داوران و اهداء جایزه
رزا جمالی، علیرضا حسنی و عبدالعلی عظیمی داوری مرحله نخست هفتمین دوره جایزه شعر احمد شاملو را برعهده داشتند. همچنین کاظم سادات اشکوری، مهناز رونقی، الیاس علوی، آذر محلوجیان و صالح نجفی داوران مرحله دوم بودند.
بخش غیر رقابتی
در هفتمین دوره جایزه شعر احمد شاملو مانند دوره ششم، آثار تقدیری جایزه شعر احمد شاملو معرفی شدند. این دو بخش غیررقابتی و بیشتر جنبه تقدیر دارد. از آثار شاعران نوگام ذیل بخشی به نام هوای تازه عنوان برگرفته از یکی مجموعه شعرهای احمد شاملو تقدیر و معرفی می‌شوند و همچنین از آثار شاعران پیش‌کسوت در بخش مدایح بی‌صله تقدیر می‌شود. این بخش هم عنوان کتابی دیگر از الف. بامداد است. بر اساس اعلام دبیرخانه جایزه شعر احمد شاملو شاعران این دو حوزه، هر سال در مرحله نخست انتخاب و معرفی می‌شوند و جوایزی در مراسم پایانی به ایشان تعلّق خواهد گرفت.
| آثار غیر رقابتی دور هفتم جایزه شعر احمد شاملو | آثار غیر رقابتی دور هفتم جایزه شعر احمد شاملو | آثار غیر رقابتی دور هفتم جایزه شعر احمد شاملو | آثار غیر رقابتی دور هفتم جایزه شعر احمد شاملو | آثار غیر رقابتی دور هفتم جایزه شعر احمد شاملو | آثار غیر رقابتی دور هفتم جایزه شعر احمد شاملو |
| بخش                                           | کتاب                                          | نویسنده                                       | ناشر                                          | نتیجه                                         |                                               |
| --------------------------------------------- | --------------------------------------------- | --------------------------------------------- | --------------------------------------------- | --------------------------------------------- | --------------------------------------------- |
| مدایح بی‌صله                                   | به سایه                                       | هرمز علی‌پور                                   | انتشارات کتاب هرمز                            | تقدیر شد                                      |                                               |
| مدایح بی‌صله                                   | فرودگاه آه                                    | فرامرز سدهی                                   | نشر سیب سرخ                                   | تقدیر شد                                      |                                               |
| هوای تازه                                     | دیکتاتوری در سطرهای ابری                      | زینب فرجی                                     | نشر سیب سرخ                                   | تقدیر شد                                      |                                               |
| هوای تازه                                     | نهنگ حوض                                      | خالد عظیمی                                    | انتشارات ایهام                                | تقدیر شد                                      |                                               |

بخش رقابتی
نامزدهای هفتمین دوه جایزه شعر احمد شاملو معرفیو برگزیدگان این دوره از رقابت ۲۱ آذرماه معرفی شدند.
| ۱۴۰۰         |                    |               |                   |
| برگزیده      | کوچه دلفین‌ها       | مجیب مهرداد   | انتشارات مهر و دل |
| شایسته تقدیر | اکسپرسیونیسم غمگین | دیار مردان‌بگی | نشر مایا          |
| شایسته تقدیر | شیهه               | میثم متاجی    | انتشارات مهر و دل |

| عنوان کتاب                | شاعر           | ناشر              |
| آمبرولا؛ خواهر گل‌های جهان | نرگس برهمند    | انتشارات نگاه     |
| آن                        | آرش خوشبخت     | انتشارات فصل پنجم |
| اکسپرسیونیسم غمگین        | دیار مردان‌بگی  | نشر مایا          |
| جادونامه آنتالوس          | پری ماه اعوانی | نشر افراز         |
| چشم‌های تو روشن بود        | یاور مهدی‌پور   | انتشارات مروارید  |
| حراج حلاج                 | مهدی اسدی      | انتشارات فصل پنجم |
| شیهه                      | میثم متاجی     | انتشارات مهر و دل |
| قهوه قجری در پاریس        | فرامرز احمری   | انتشارات ایهام    |
| کوچهٔ دلفین‌ها              | مجیب مهرداد    | انتشارات مهر و دل |
| مرا از حروف نامم نجات بده | شهرام رستمی    | نشر سیب سرخ       |
| مرگ در صفحه‌ای سفید        | بهرام معصومی   | نشر چلچله         |
| یاقوت‌های کبود             | منصور مرید     | نشر خوزان         |